# Памятник Фёдору Достоевскому (Люблино)
Па́мятник Фёдору Достое́вскому — памятник классику русской литературы Фёдору Достоевскому. Писатель жил в Люблине в 1866 году, недалеко от Дурасовского дворца. Установлен во дворе школы № 1148, которая носит его имя. 10 ноября 2007 года состоялось открытие монумента, которому предшествовало семь лет подготовки. Автор проекта — скульптор Евгений Петрович Шишков.
Бронзовый бюст помещён на постамент из полированного гранита, на лицевой стороне которого высечены автограф писателя и надпись «Без высшей идеи не может существовать ни человек, ни нация. А высшая идея на земле лишь одна, и именно идея о бессмертии души человеческой, ибо все остальные „высшие“ идеи жизни, которыми может быть жив человек, лишь из одной её вытекают».